# Muñoz (La Fuente de San Esteban)
Muñoz es una localidad española del municipio de La Fuente de San Esteban, en la provincia de Salamanca, comunidad autónoma de Castilla y León. Se integra dentro de la comarca del Campo Charro. Pertenece al partido judicial de Salamanca y a las mancomunidades Campo Charro y Las Dehesas.

## Geografía
Se sitúa aproximadamente a unos 50 km de Salamanca capital, en dirección a Portugal, carretera nacional 620 actual autovía A-62.

## Historia

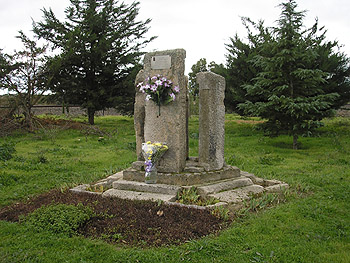
Monumento en homenaje a las víctimas del accidente ocurrido en el paso a nivel de Muñoz el 21 de diciembre de 1978.

Su fundación se remonta a la repoblación efectuada por el rey de León Alfonso VI en la Edad Media, quedando encuadrado en la jurisdicción salmantina de La Valdobla, dentro del Reino de León. Ya en el siglo XII, la localidad aparece citada como Munnoz en el fuero otorgado a Ledesma por el rey Fernando II de León en el año 1161.
En la Edad Contemporánea, los historiadores afirman que el afamado guerrillero y militar de la Guerra de Independencia, Julián Sánchez "El Charro", nació en esta localidad, siendo bautizado en la iglesia de San Pedro por el cura párroco don Manuel Bazas. En la actualidad, existe en la plaza de Muñoz un monumento conmemorativo de este guerrillero legendario. Con la creación de las actuales provincias en 1833, Muñoz quedó encuadrado en la provincia de Salamanca, dentro de la Región Leonesa.
El 21 de diciembre de 1978 tuvo lugar el suceso más grave acaecido en la localidad cuando, en un paso a nivel de la línea Salamanca - Fuentes de Oñoro situado junto al apeadero de Muñoz, una locomotora que circulaba aislada arrolló un autobús escolar que trató de cruzar las vías sin percatarse de la llegada de la misma. Fallecieron 32 personas y 56 resultaron heridas; excepto dos, todas las víctimas fueron escolares. Es, hasta la fecha, el accidente ferroviario más grave ocurrido en España por arrollamiento de vehículo en paso a nivel.
(→ Artículo principal: Accidente del paso a nivel de Muñoz de 1978).
El 21 de diciembre de 2021, a sus habitantes les fue entregada la Gran Cruz de Protección en calidad de bronce con distintivo azul, gracias a la heroica acción de sus vecinos en el accidente ferroviario de 1978. El acto estuvo presidido por la Delegada del Gobierno en Castilla y León, Virginia Barcones; junto a la Subdelegada del Gobierno en Salamanca, Encarnación Pérez. Se leyeron discursos de vecinos que colaboraron esas tareas y de supervivientes, junto al de Jaime Royo-Villanova y Payá, gobernador civil en Salamanca aquellos días; Manuel Rufino García Núñez, alcalde de La Fuente de San Esteban (municipio al que pertenece Muñoz) y el escritor Paco Cañamero, autor del libro 'Aquella mañana de diciembre' y quien solicitó esta distinción.

## Demografía
En 2017 Muñoz contaba con una población de 84 habitantes, de los cuales 43 eran varones y 41 mujeres (INE 2017).
| Gráfica de evolución demográfica de Muñoz entre 2000 y 2017 |
|                                                             |
| Población según los censos de población del INE.            |